# Craven A
 (août 2016).
Si vous disposez d'ouvrages ou d'articles de référence ou si vous connaissez des sites web de qualité traitant du thème abordé ici, merci de compléter l'article en donnant les références utiles à sa vérifiabilité et en les liant à la section « Notes et références ».

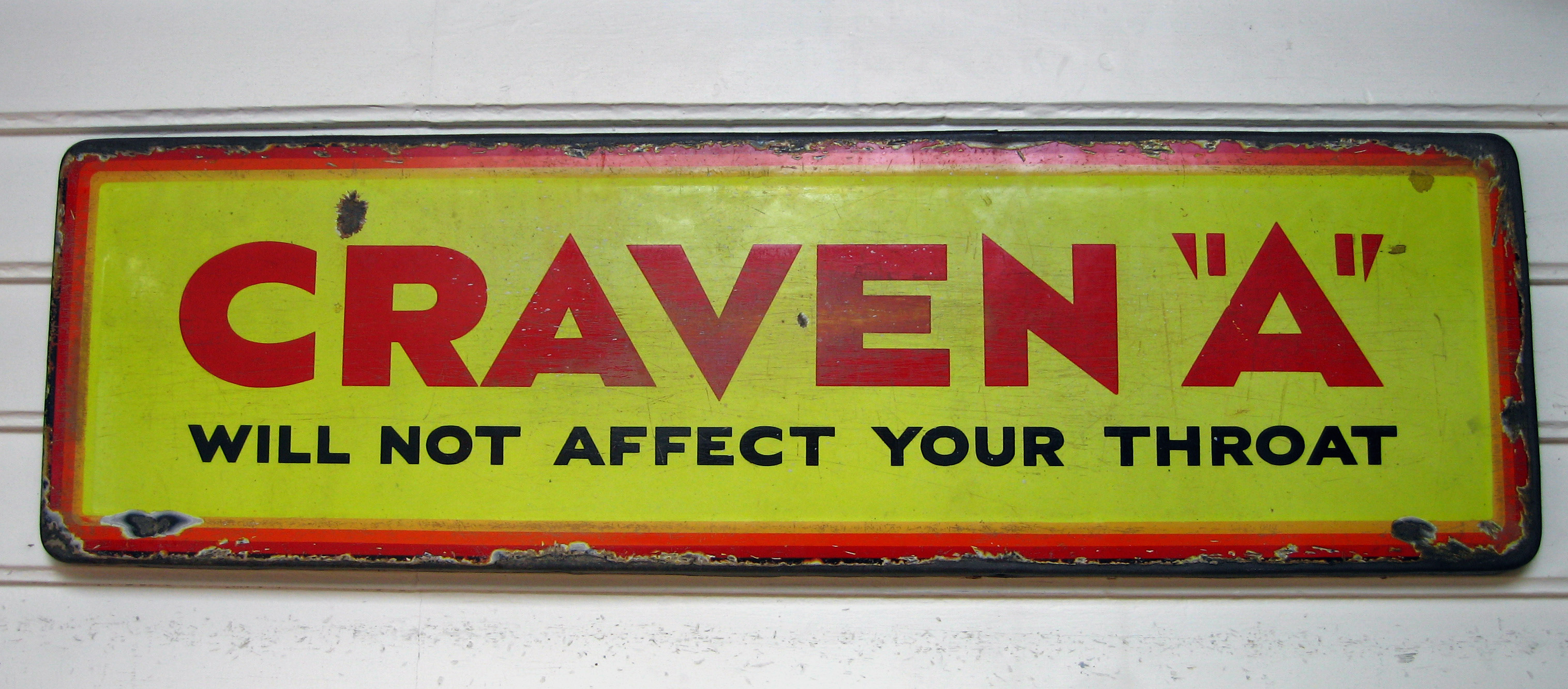
Ancienne publicité pour les cigarettes Craven A.

Craven A est une marque anglaise de cigarettes, qui s'est d'abord appelée « Black Cat », proposée par la société Carreras établie sur City Road à Londres depuis 1788.
Cette marque a été très appréciée entre autres par les soldats britanniques durant la Seconde Guerre mondiale.

## Historique

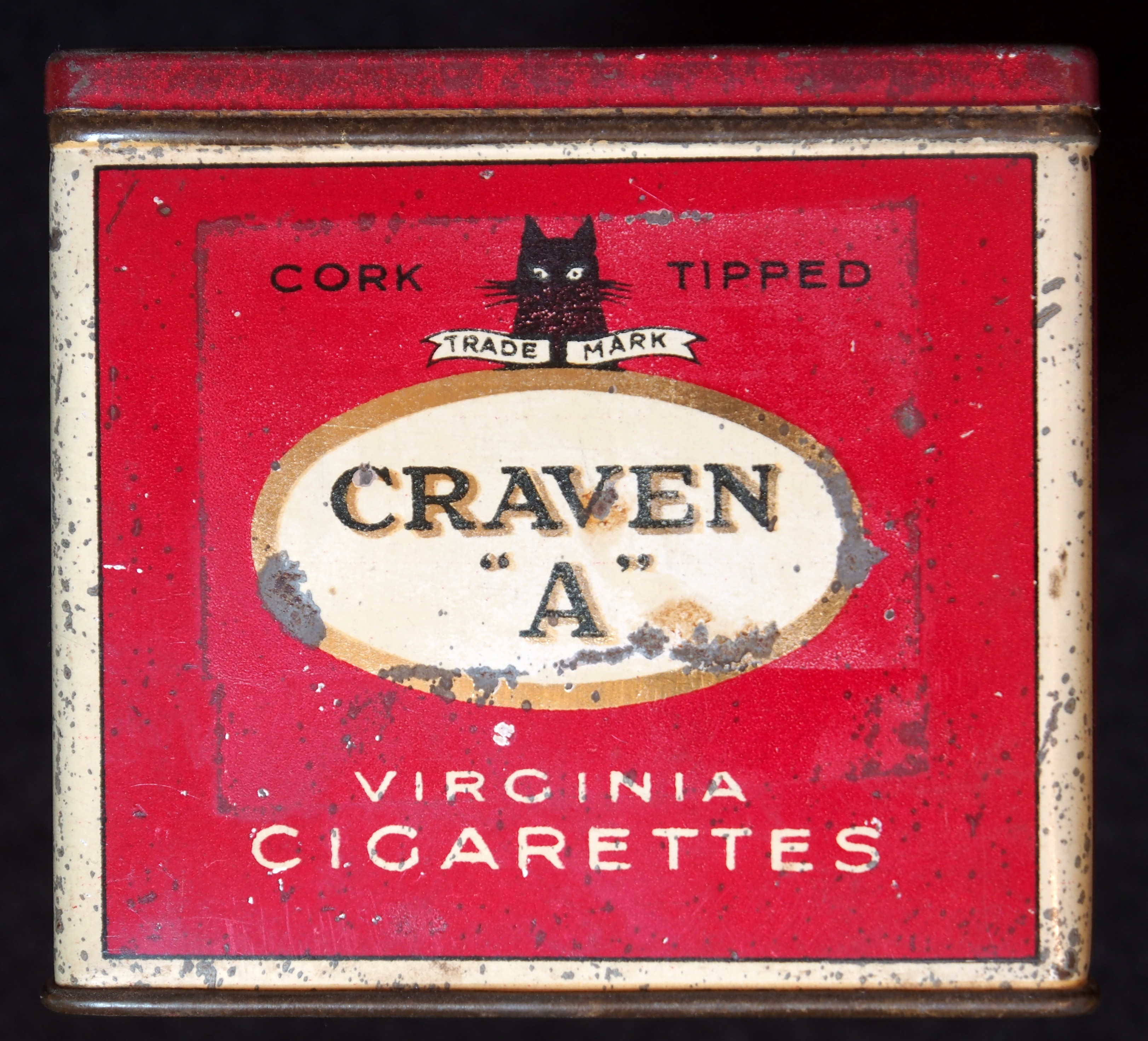
Boîte métallique à la marque au chat noir, ayant contenu des cigarettes Craven “A”.

L'histoire raconte que le comte de Craven, patron de Carreras, avait donné le nom de « Black Cat » à ces cigarettes en raison de la présence d'un chat noir qui rôdait dans la manufacture. Les « Black Cat » devinrent les Craven A à partir de 1860, mais ont conservé jusqu'à aujourd'hui une tête de chat noir sur leur paquet.
Les premières Craven A étaient sans filtres, vendues dans une boîte en métal vert. 
Puis vinrent les célèbres « Cork Tipped », cigarettes sans filtre mais dont un bout était entouré d'une fine bande de liège, ce qui permettait de ne pas mouiller le papier. C'est la Craven A sans filtre telle qu'elle est vendue jusqu'à fin 2010, au départ dans une boîte de métal rouge, puis en paquet cartonné rouge reprenant la forme de la boîte métallique.
Enfin sont apparues les Craven “A” filtre dans un paquet rouge et blanc.
Ces cigarettes ont une particularité : elles ne comportent aucun agent de saveur ou de texture (peu de cigarettes ont cette particularité, à l'instar d'American Spirit, ou certaines Benson & Hedges, JPS, Dunhill…). Elles sont composées autrement dit de tabac pur (94 % de tabac et 6 % de papier à cigarette).
Contrairement à d'autres marques de cigarettes, elles ne sont élaborées qu'à partir d'une seule variété de tabac, le Virginia.
Avec filtre ou sans filtre, les valeurs de nicotine et de goudrons pour une cigarette sont respectivement de 1 mg et 10 mg, mais de façon surprenante la qualité « sans filtre » ne contient que 6 mg de monoxyde de carbone contre 10 mg pour les cigarettes avec filtres.

## Culture populaire
Pendant la Seconde Guerre mondiale, le Général de Gaulle, en exil à  Londres, avait beaucoup de mal à se procurer ses habituelles cigarettes brunes françaises de marque « Gitanes ». N'ayant pas vraiment le choix, il se met à fumer des Craven A et apparemment prit goût au tabac blond, jusque-là rare dans la France occupée.
Le nom de cette marque est repris de façon anecdotique dans la chanson Les Bêtises par Sabine Paturel ainsi que dans Le Chien de Léo Ferré (1969).
Le nom  « Craven A »  est aussi repris dans la chanson Tendresse et amitié enregistrée par Robert Charlebois et dont le texte est signé Réjean Ducharme. 
La marque est citée dans la chanson Moi Gitan, toi Jane de l'artiste Douce Angoisse .  
À noter que, selon son biographe, Jean Gabin était un fumeur régulier de Craven A sans filtre qu'il alternait avec ses Gitanes. Dans le film Le Pacha, un paquet de Craven est visible sur le bureau du « commissaire Louis Joss », ainsi que dans Le cave se rebiffe.
Sans oublier James Bond (Sean Connery) dans son premier opus, James Bond 007 contre Dr No.
Enfin, le pianiste français Samson François était, selon ses biographes, un gros consommateur de Craven A.